# Cuscuta bifurcata
Cuscuta bifurcata är en vindeväxtart som beskrevs av Truman George Yuncker. Cuscuta bifurcata ingår i släktet snärjor, och familjen vindeväxter. Inga underarter finns listade i Catalogue of Life.